# Томас Тейлор Гаммонд
То́мас Те́йлор Га́ммонд (англ. Thomas Taylor Hammond; 15 вересня 1920, Атланта, Джорджія — 11 лютого 1993, Шарлотсвілл, Вірджинія, США) — американський учений, фахівець з історії СРСР, громадський діяч, викладач і фотограф. Професор Вірджинського університету, автор серій фотографій, присвячених життю та побуту Києва середини 1950-1970-х років.

## Життєпис
Народився в 1920 році в Атланті в родині журналіста Персі Вотерса (англ. Percy Waters Hammond) і Елізабет (уродж. Денман; англ. Elizabeth (Denman) Hammond) Гаммонд. У 1941 році закінчив Університет Міссісіпі зі ступенем бакалавра. Продовжив навчання в Університеті штату Північна Кароліна, який закінчив в 1943 році, отримавши ступінь магістра економіки  .
У роки Другої світової війни служив на флоті в Тихому океані в званні лейтенанта. Після війни викладав історію в Університеті Еморі, потім в Університеті штату Луїзіана в Батон-Руж. Вивчав історію Росії в Російському інституті Колумбійського університету, де отримав другий ступінь магістра (M.A., 1948) і докторський ступінь (Ph.D., 1954).
У 1950-1970-х роках неодноразово приїжджав в СРСР. Зробив серії фотографій, які закарбували сцени радянського життя і побуту.
У 1949—1991 роках викладав на історичному факультеті Вірджинського університету, читав лекції з історії та зовнішній політиці СРСР і Східної Європи. До середини 1960-х років став провідним фахівцем університету з російської історії. У 1963 році отримав статус професора. Заснував і очолив університетський Центр вивчення Росії і Східної Європи (англ. Center for Russian and East European Studies), що займався дослідженнями в області радянської економіки, внутрішньої і зовнішньої політики і культури.
У 1991 році вийшов на пенсію в статусі professor emeritus.
Помер в 1993 році від наслідків інсульту в госпіталі Вірджинського університету (англ. University of Virginia Hospital) в Шарлотсвілл.

## Наукова та громадська діяльність
Томас Тейлор Гаммонд — автор книг про Радянський Союз і країнах соціалістичного табору: «Югославія: Між Сходом і Заходом» (англ. «Yugoslavia: Between East and West», 1954), «Ленін про профспілки і революції» (англ. «Lenin on Trade Unions and Revolution», 1957), «Червоний прапор над Афганістаном: Радянське вторгнення в Афганістан і його наслідки» (англ. «Red flag over Afghanistan: The Soviet invasion of Afghanistan and its consequences», 1982), редактор видань «Радянська зовнішня політика і світовий комунізм: Обрана анотована бібліографія з 7000 видань на 30 мовах» (англ. «Soviet foreign relations and world communism: A selecte d, annotated bibliography of 7,000 books in 30 languages», 1965), «Анатомія комуністичних переворотів» (англ. «The anatomy of communist takeovers», 1971, 1975), «Свідки витоків холодної війни» (англ. «Witnesses to the origins of the Cold War», 1982).
За книгу «Анатомія комуністичних переворотів» отримав премію Товариства Phi Beta Kappa (1976). Статті та книжкові рецензії Гаммонда публікувалися в журналах «Foreign Affairs», «Slavic Review», «American History Review», «Orbis», «Political Science Quarterly» та інших виданнях .
Брав участь в науково-дослідних конференціях, читав лекції у Військовій академії США, Військово-морському коледжі, Інституті іноземної служби Державного департаменту США та ін.
Професор історії Вірджинського університету Чарльз Еванс (англ. Charles T. Evans), колишній аспірант Гаммонда, зараховує його до представників покоління західних вчених часів холодної війни, які негативно ставилися до комуністичної ідеології Радянського Союзу:

Я завжди вважав Гаммонда воїном холодної війни, одним з численних вчених, які пережили часи холодної війни і завжди думали про взаємини з Радянським Союзом з точки зору війни.
Оригінальний текст (англ.)
I always considered Hammond a Cold War warrior, one of the numerous academics who had lived through the Cold War and always thought of it in terms of a war with the Soviet Union.

Крім викладацької та наукової роботи Гаммонд вів активну громадську діяльність, входив в різні комітети і товариства. В кінці 1950-х — початку 1960-х років виступав проти політики  расової сегрегації, брав участь русі за громадянські права чорношкірих в США. Входив до Ради з цивільних прав штату Віргінія, був членом виконавчого комітету відділення Національної асоціації сприяння прогресу кольорового населення в Шарлотсвілл.

## Фотороботи

Майдан незалежності. Київ 1975
Софіївська площа. Київ 1975
Києво-Печерська лавра. Київ 1975
Вид на готель Славутич. Київ 1975
Вид на Дніпро. Київ 1975
Ціни Бесарабський ринок. Київ 1972

Під час поїздок в Радянський Союз в 1950-1970-х роках Гаммондом виконані тисячі фотографій, які закарбували пам'ятки різних міст, особи радянських людей, сцени з радянського побуту тощо. У числі знятих ним місць — Київ, Україна.
При творі фотозйомок в Радянському Союзі у Гаммонда виникали проблеми: в 1958 році в Ризі він був затриманий і отримав «офіційне попередження» про заборону зйомок Кам'яного моста:

Акт

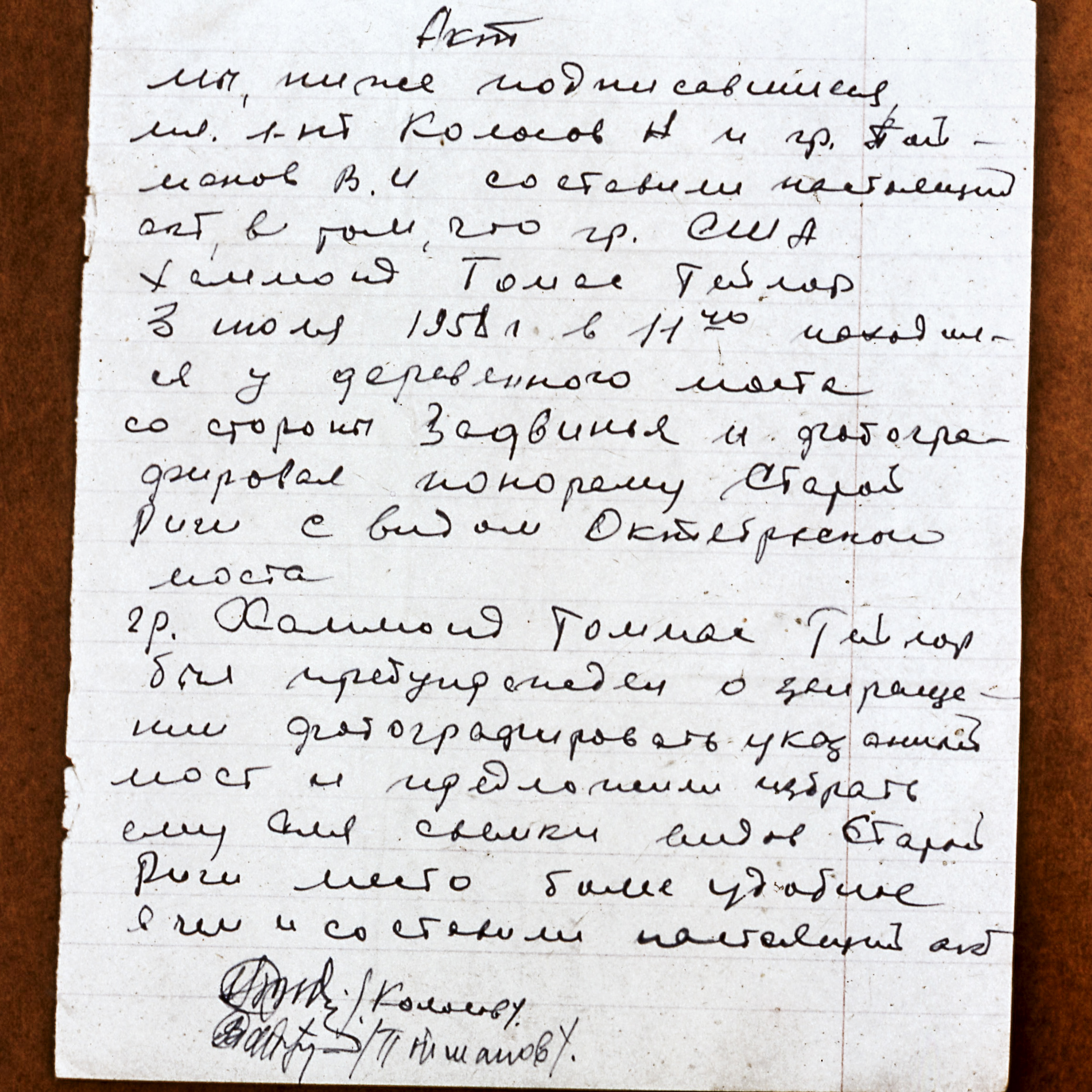
Акт про заборону фотозйомки Жовтневого моста. Рига. 3 липня 1958

Мы, нижеподписавшиеся мл. л-нт Колосов Н. и гр. Пайманов В. И. составили настоящий акт, в том, что гр. США Хаммонд Томас Тейлор 3 июля 1958 г. в 11-40 находился у деревянного моста со стороны Задвинья и фотографировал панораму Старой Риги с видом Октябрьского моста.

Гр. Хаммонд Томмас Тейлор был предупреждён о запрещении фотографировать указанный мост и предложили избрать ему для съёмки видов Старой Риги место более удобное в чём и составили настоящий акт.

/Колосов/
/Пайманов/

У 1959 і 1966 роках нариси Гаммонда про поїздки в СРСР, проілюстровані його фотороботами, друкувалися в журналі «National Geographic». Фотонарис «Погляд на Радянський Союз з перших рук» (англ. A Firsthand look at the Soviet Union), опублікований в 1959 році з вказівкою на те, що імена радянських громадян, з якими спілкувався мандрівник, змінені, щоб уникнути проблем у інформаторів, став першою з часів Другої світової війни публікацією про СРСР в «National Geographic».
Архів Томаса Тейлора Гаммонда зберігається в Університеті Вірджинії (The Thomas T. Hammond Collection at the University of Virginia). Колекція охоплює 1929—1992 роки і містить 32 000 одиниць зберігання, які складають листування, рукописи, матеріали, пов'язані з дослідницькою роботою, викладацькою діяльністю і подорожами, фотографії, документи з сімейних архівів та інші матеріали.

## Автор праць
Монографії:
- Yugoslavia: Between East and West (1954)
- Lenin on trade unions and revolution (1957)
- Red flag over Afghanistan: The Soviet invasion of Afghanistan and its consequences (1982)

Редакция
- Soviet foreign relations and World Communism: A selected, annotated bibliography of 7,000 books in 30 languages (1965)
- The anatomy of communist takeovers (1971, 1975)
- Witnesses to the origins of the Cold War (1982)

## Автор публікацій
- Hammond Th. T. (September 1959), A Firsthand look at the Soviet Union (англ.), № 9, National Geographic Magazine, с. 352—411
- Hammond Th. T. An American in Москва Russia`s capital :  [англ.] // National Geographic Magazine. — 1966. — No. March, № 3 (129). — С. 297—351.